# Ikonológia
Az ikonológia (ógörög εικών – kép) a művészettörténet egy olyan 1920 és 1930 között kialakult kutatási területe, segédtudománya, amely a formai elemzés értékmegkülönböztető módszere valamint az ikonográfia mellett és ezeket kiegészítve mindenekelőtt egy műalkotás szimbolizmusát értelmezi. 

## Elméleti célkitűzései
Célja, hogy a műalkotást egy „világnézeti elképzelés” megtestesüléseként, szimbólumaként értelmezze. „Világnézeti elképzelés” gyökerezhet vallásban illetve politikai vagy filozófiai jellegű ideológiában. Ennek megfelelően az ikonológiai kutatás bevon a vizsgálati körbe olyan, főként nem a magas művészetekhez tartozó ábrázolásokat (irodalmi ábrázolásokat is), amelyek segítenek tágabban értelmezni a műalkotások jelentését. Az ikonológiai módszer átformálta az építészettörténeti kutatások metodikáját is, tekintve, hogy az építészetben ikonográfiáról nem beszélhettek.

## Története
Az ikonológiai módszert először Aby Warburg alkalmazta 1892-es strassbourgi disszertációjában, amelyben Botticelli két képére alkalmazta. Munkamódszerét pedig Palazzo Schifanoia ferrarai hónap-képeiről tartott előadásában nevezte először ikonológiai elemzésnek, bár ez a szóhasználat valószínűleg még csak spontán volt. A módszert eleinte a Warburg-iskola módszerének nevezték, amelyet tanítványai és munkatársai alkalmaztak, mint pl. Gertrud Bing, Fritz Saxl, Walter Solmitz, Edgar Wind és Rudolf Wittkower.
Erwin Panofsky 1939-től háromlépcsős elemzéssémává fejlesztette tovább a „Warburg-iskola” ikonológia módszerét: preikonográfikus leírás (präikonographische Analyse), ikonográfiai elemzés (ikonographische Analyse) és ikonológiai értelmezés (ikonologische Interpretation). (Lásd erről az Erwin Panofskyról szóló cikket.)